# Bolívia zászlaja
Bolívia zászlaján a vörös szín a nemzeti hősök kiontott vérére, az áldozathozatalra és a szeretetre utal, a sárga az ásványkincsekre és az inkákra, akik elsőként hasznosították őket. A zöld az örök remény, a felemelkedés, a haladás színe.
A címert a méltóság és a függetlenség (kondor), a szabadság (nap) és a köztársaság (frígiai sapka) jelképei díszítik. Az állatvilágot az alpaka, az ásványkincseket a Potosí hegy, a zöld termények világát a kenyérfa képviseli. A gabonakéve a mezőgazdaság szimbóluma. A tíz csillag Bolívia kilenc kerületét jelképezi (a tizedik Chiléhez került). A zászlók és a fegyverek arra utalnak, hogy az ország készen áll rá, hogy megvédje magát.